# 魚骨頭 (植物)
魚骨頭（學名：Sinningia muscicola）是苦苣苔科岩桐属的多年生球根花卉
原產巴西，長於岩石， 乃多年生草本 ，株小，直徑約五厘米，全株被絨毛，具塊莖。葉翠綠，葉脈紅褐色，葉形橢圓有明顯鋸齒，對生。花小，約一厘米大，呈淡紫色。全年開花，成熟植株每著花數朵，花壽一周左右。

## 附註
魚骨頭為超微型岩桐之一，然而葉紋還是葉型大小俱有別於其他超微型岩桐，其植株亦大於他種。

## 栽培
栽培時宜植於密封容器中，介質可以泥炭混以珍珠岩或蛭石。偶見於花市，由於植株嬌小，甚受都市人歡喜。繁殖容易，以播种，扦插皆可。